# Andrea Martella
Andrea Martella (Portogruaro, 27 agosto 1968) è un politico italiano, dal 15 gennaio 2022 segretario regionale del PD in Veneto e dal 13 ottobre 2022 senatore della Repubblica per il Partito Democratico.
È stato deputato alla Camera dal 30 maggio 2001 al 22 marzo 2018 per quattro legislature (XIV, XV, XVI, XVII) e sottosegretario di Stato alla Presidenza del Consiglio dei ministri con delega all'editoria e al programma di Governo nel secondo governo Conte.

## Biografia
Nato nel 1968 a Portogruaro, in provincia di Venezia, si è laureato alla facoltà di Lettere e filosofia presso l'Università Ca' Foscari Venezia, diventa funzionario del PDS, di cui poi successivamente diverrà dirigente, andando a ricoprire vari incarichi politici ed amministrativi a Venezia e nel Veneto.
Nel 1990, a soli 22 anni, diventa assessore alla Cultura e allo Sport al comune di Portogruaro, nel 1995 diventa vicesindaco di Portogruaro con deleghe all’Identità, Cultura, Trasporti e Partecipazione.
Nel 1998 aderisce alla svolta di Massimo D'Alema dal PDS ai Democratici di Sinistra (DS), per unificare il PDS con altre forze della sinistra italiana, divenendone segretario della federazione provinciale di Venezia, dedicandosi alle questioni della città lagunare e della Regione Veneto.

### Elezione a deputato
Alle elezioni politiche del 2001 si candida alla Camera dei deputati, dove viene eletto per la prima volta deputato tra le liste dei DS, e da allora è stato riconfermato deputato nel 2006, 2008 e 2013 con L'Ulivo/PD.
Con i DS ha assunto vari incarichi a livello nazionale: nel 2003 è stato nominato vice Responsabile del Dipartimento Economia, nel 2005 Coordinatore della Commissione per il Programma Elettorale dei DS, nel 2006 Responsabile del Dipartimento alle Attività Produttive.

### Dirigenza del Partito Democratico
Nel 2007 aderisce allo scioglimento dei DS, sancito dal congresso di quell'anno, e la sua confluenza nel Partito Democratico (PD), di cui è stato coordinatore della fase costituente per l'Italia settentrionale, diventandone responsabile nella segreteria nazionale di Walter Veltroni.
Dopo la sconfitta del PD alle elezioni politiche del 2008, dov'è stato rieletto alla Camera nella medesima circoscrizione, viene nominato da Veltroni Ministero delle Infrastrutture e dei Trasporti nel suo Governo ombra del Partito Democratico, ruolo che ricopre dal 9 maggio 2008 al 21 febbraio 2009.
Il 24 febbraio 2009 Dario Franceschini (già vicesegretario del PD), appena nominato segretario del PD dopo le dimissioni di Veltroni dalla segreteria nazionale, dopo l'esito negativo alle regionali sarde, nomina Martella Presidente nazionale del Forum Trasporti e Infrastrutture del PD.

### XVII legislatura e coordinatore del PD
Nel corso della XVII Legislatura è stato vice-capogruppo del gruppo parlamentare PD alla Camera, facendo inoltre parte della delegazione italiana presso l'Assemblea parlamentare della NATO oltre ad essere componente della commissione attività produttive, commercio e turismo della Camera.
All'interno del PD è tra gli esponenti della corrente DEMS (Democrazia Europa Società) di Andrea Orlando.
Il 15 giugno 2019 diventa coordinatore della segreteria nazionale del Partito Democratico guidata da Nicola Zingaretti.

### Sottosegretario all'Editoria e segretario del PD Veneto
In seguito alla nascita del secondo governo presieduto da Giuseppe Conte sostenuto dal PD, Movimento 5 Stelle e Liberi e Uguali, il 13 settembre 2019 viene nominato dal Consiglio dei Ministri sottosegretario di Stato alla Presidenza del Consiglio dei Ministri con delega all'editoria e al programma di Governo, entrando in carica dal 16 settembre seguente.
Il 15 gennaio 2022 viene eletto segretario regionale del PD in Veneto dall'assemblea regionale come candidato unico, subentrando ad Alessandro Bisato e ricordando la figura appena scomparsa di David Sassoli.

### Elezione a senatore
Alle elezioni politiche anticipate del 2022 viene candidato al Senato della Repubblica, per la lista Partito Democratico - Italia Democratica e Progressista nel collegio plurinominale Veneto - 01 come capolista, risultando eletto senatore. Nella XIX legislatura è componente della 9ª Commissione Industria, commercio, turismo, agricoltura e produzione agroalimentare, della Commissione parlamentare per le questioni regionali e vicepresidente della Commissione parlamentare per l'attuazione del federalismo fiscale.

## Vita privata
Figlio di un medico e di un'insegnante, ha giocato come centrocampista nelle giovanili del Portogruaro, ed ha una figlia.